# (37042) 2000 UN25
2000 UN25 (asteroide 37042) é um asteroide da cintura principal. Possui uma excentricidade de 0.09217260 e uma inclinação de 5.89757º.
Este asteroide foi descoberto no dia 24 de outubro de 2000 por LINEAR em Socorro.